# Pasanant
Pasanant (oficialmente en catalán: Passanant i Belltall) es un municipio español de la comarca catalana de la Cuenca de Barberá, Tarragona. Hasta el año 2005 su denominación oficial era la de Passanant, denominación que cambió al unirse el nombre de los dos localidades principales del término. Cuenta con una población de 162 habitantes (INE 2024).

## Historia
El municipio aparece citado ya en documentos de 1079. Perteneció a los condes de Cervera hasta que en 1261 fue cedido a la orden de los hospitalarios quienes controlaron el lugar hasta el fin de las señorías. En Pasanant existió un castillo, probablemente del siglo XV, del que ya no queda ningún vestigio.

## Demografía
Cuenta con una población de 162 habitantes (INE 2024).
| Gráfica de evolución demográfica de Pasanant entre 1842 y 2021 |
| |
| Población de derecho según los censos de población del INE Población de hecho según los censos de población del INEEn estos censos se denominaba Pasanant: 1842, 1857, 1860, 1877, 1887, 1897, 1900, 1910, 1920, 1930, 1940, 1950, 1960, 1970 y 1981 En estos censos se denominaba Passanant: 1991 y 2001 Entre el censo de 1857 y el anterior, crece el término del municipio porque incorpora a 435007 (Beltall) y 435009 (Glorieta) |

### Economía
La principal actividad económica es la agricultura de secano. Los cultivos más destacados son los cereales, principalmente trigo y cebada. Está en aumento el turismo rural.

## Cultura
La iglesia parroquial está dedicada a San Jaime y es de estilo barroco. Se empezó a construir a finales del siglo XVII y en su construcción participó el arquitecto Josep Prat. De su interior destaca el camerino de la Virgen de Pasanant de finales del siglo XVIII. Aunque fue asolado en 1936, en la Sala de la Divina Pastora aún pueden verse diversos alto relieves barrocos que representan escenas de la vida de María.
En el Fonoll, localidad despoblada que hoy cuenta con un asentamiento humano nudista-naturista, se puede ver una pequeña iglesia dedicada a San Blas. Es un pequeño edificio románico, de nave única, que perteneció en su día al Monasterio de Santes Creus. Contaba con una cruz del siglo XIV de gran valor, que ante la despoblación y falta de seguridad fue donada al Museo Diocesano de Tarragona.
En el agregado de la Pobla de Ferran se hallan diversos yacimientos arqueológicos del periodo megalítico, con unas piedras labradas con símbolos solares. También se han encontrado algunos sepulcros del mismo periodo.
Pasanant celebra su fiesta mayor durante el mes de agosto.